# Rio-de-Janeiro-Ratte
Die Rio-de-Janeiro-Ratte (Phaenomys ferrugineus) ist eine in Südamerika lebende Nagetierart aus der Gruppe der Neuweltmäuse.
Diese Nagetiere haben am Rücken ein rötliches Fell, der Bauch ist weiß, die Pfoten rotbraun und die Zehen weiß. Die Ohren sind klein und behaart, das Fell ist dicht, der Schwanz relativ lang und behaart. Die Kopfrumpflänge beträgt 15 Zentimeter, die Schwanzlänge 19 Zentimeter.
Rio-de-Janeiro-Ratten leben im südöstlichen Brasilien in den Bundesstaaten Rio de Janeiro und São Paulo. Ihr Lebensraum sind hügelige Wälder. Sie dürften zumindest teilweise baumbewohnend sein, ansonsten weiß man wenig über ihre Lebensweise.
Insgesamt wurden nur 12 Tiere dieser Art gefunden, ihr Lebensraum zählt zu den am dichtesten besiedelten Regionen Südamerikas, weswegen sie vom Habitatsverlust bedroht sind. Die IUCN listet die Art als gefährdet (vulnerable).
Ihre systematischen Beziehungen zu anderen Neuweltmäusen sind unklar. Möglicherweise sind sie mit anderen Sigmodontinae Südostbrasiliens wie den Atlantischen Waldratten (Delomys) verwandt.